# Евкаліпт королівський
Евкаліпт королівський (Eucalyptus regnans) — вид квіткових рослин родини миртові (Myrtaceae). Вважається найвищою квітковою рослиною на нашій планеті.
Дерева цього виду досягають висоти сто і більше метрів. Були описані дерева висотою і в сто п'ятдесят метрів, але достовірних відомостей про це немає.

## Поширення
Ареал евкаліпта королівського — Південно-Східна Австралія і Тасманія. В горах дерева можуть зустрічатися до висоти 1000 м над рівнем моря .
Евкаліпт королівський гірше, ніж інші види евкаліптів, переносить пожежі, особливо це стосується молодих дерев. Саме з цієї причини вид ширше поширений на Тасманії: тут випадає до 1200 мм опадів, тому лісові пожежі бувають рідше.

## Опис
Росте, як всі евкаліпти, швидко, живе близько 400 років. Стовбур в основі може бути до 15 м в діаметрі.
Листя синювато-зелене, дуже пахуче, 10-14 см завдовжки і близько 3 см шириною, повернене ребром до Сонця, тому в евкаліптовому лісі практично немає тіні. Квітки діаметром близько 1 см зібрані в суцвіття в 10-15 штук. Плід — до 9 мм в довжину і до 7 мм в ширину.

## Використання
Деревина цього виду має середню щільність, грубу текстуру, але легко обробляється, при цьому добре протистоїть гниттю. У 1920-х роках королівські евкаліпти використовували переважно при виробництві паперу, в теперішній же час дуже широко використовують при виготовленні меблів, підлог і фанери. У медичних цілях також застосовують настойки евкаліпта.

## Цікаві факти
Найвищий евкаліпт під прізвиськом Сотник має 99.8 метрів висоти.

## Галерея

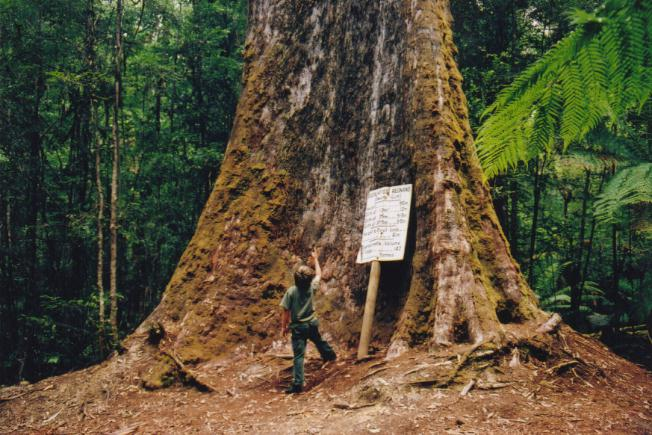
Дитина біля 92-метрового евкаліпта королівського
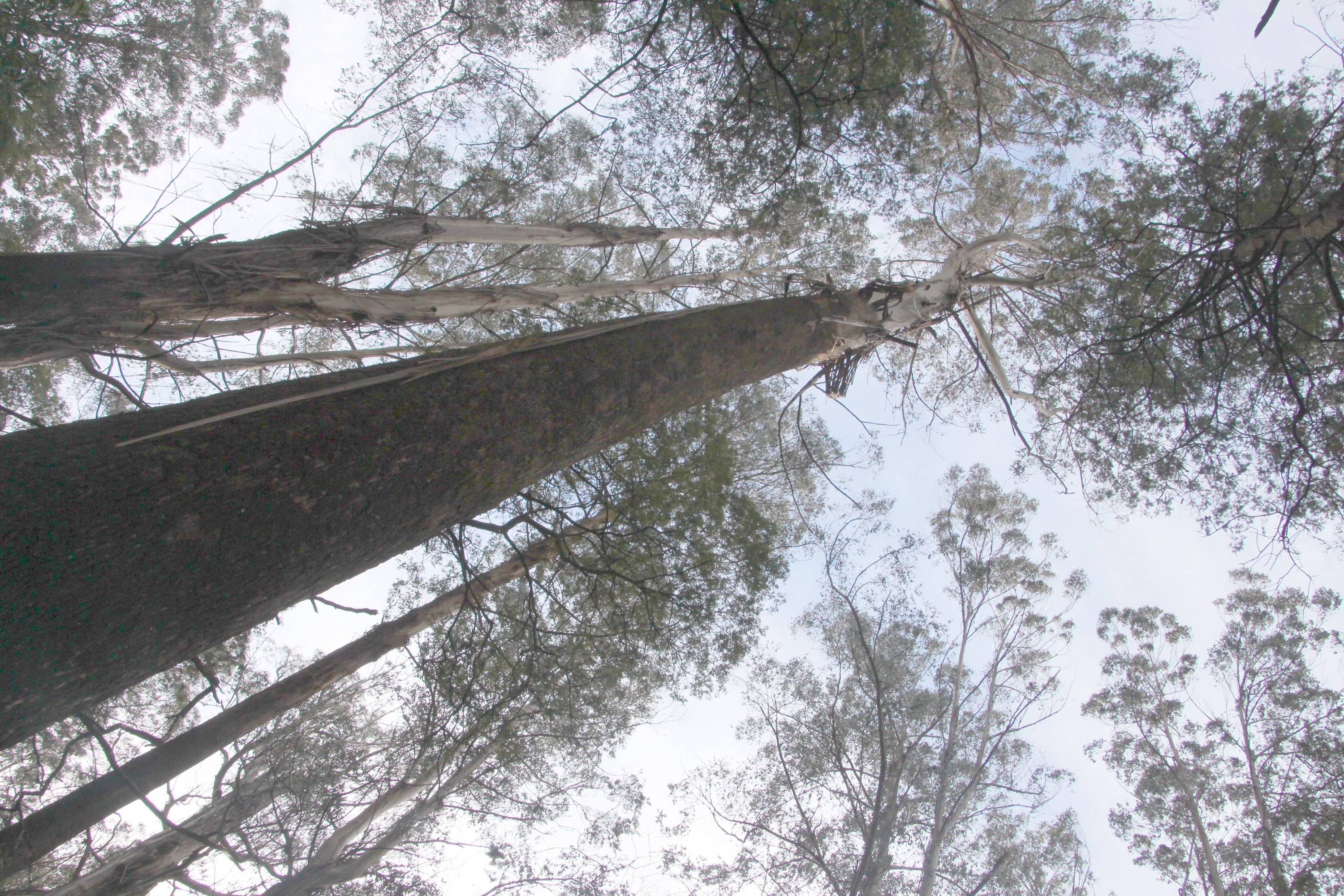
Вид евкаліпта королівського знизу
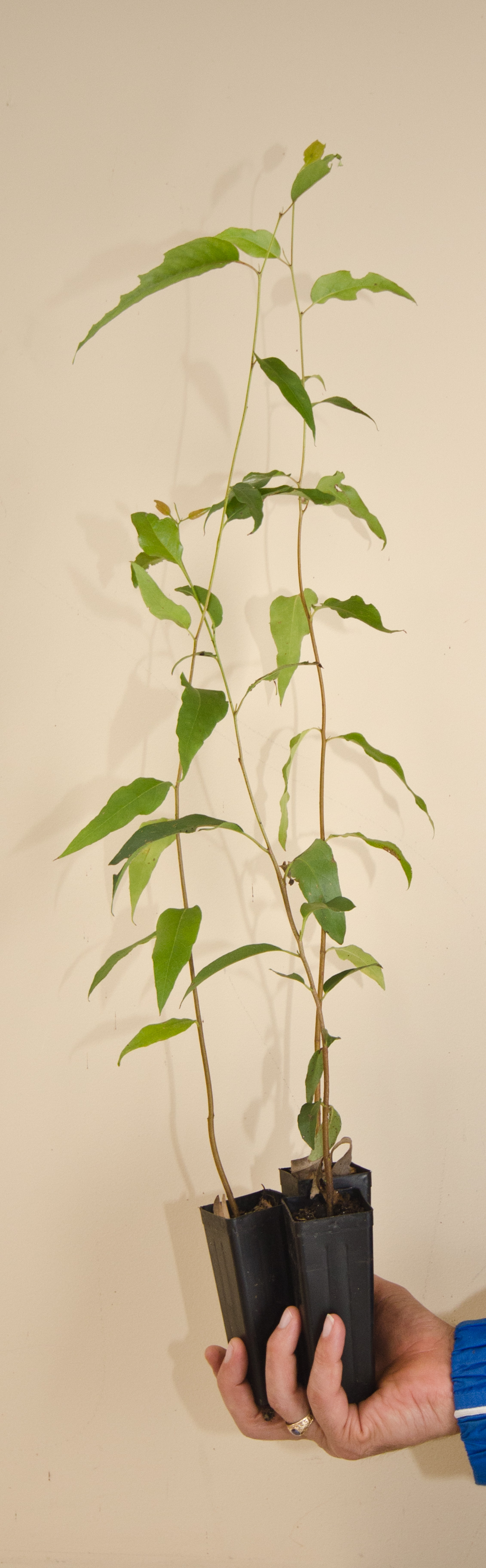
Молодий пагін
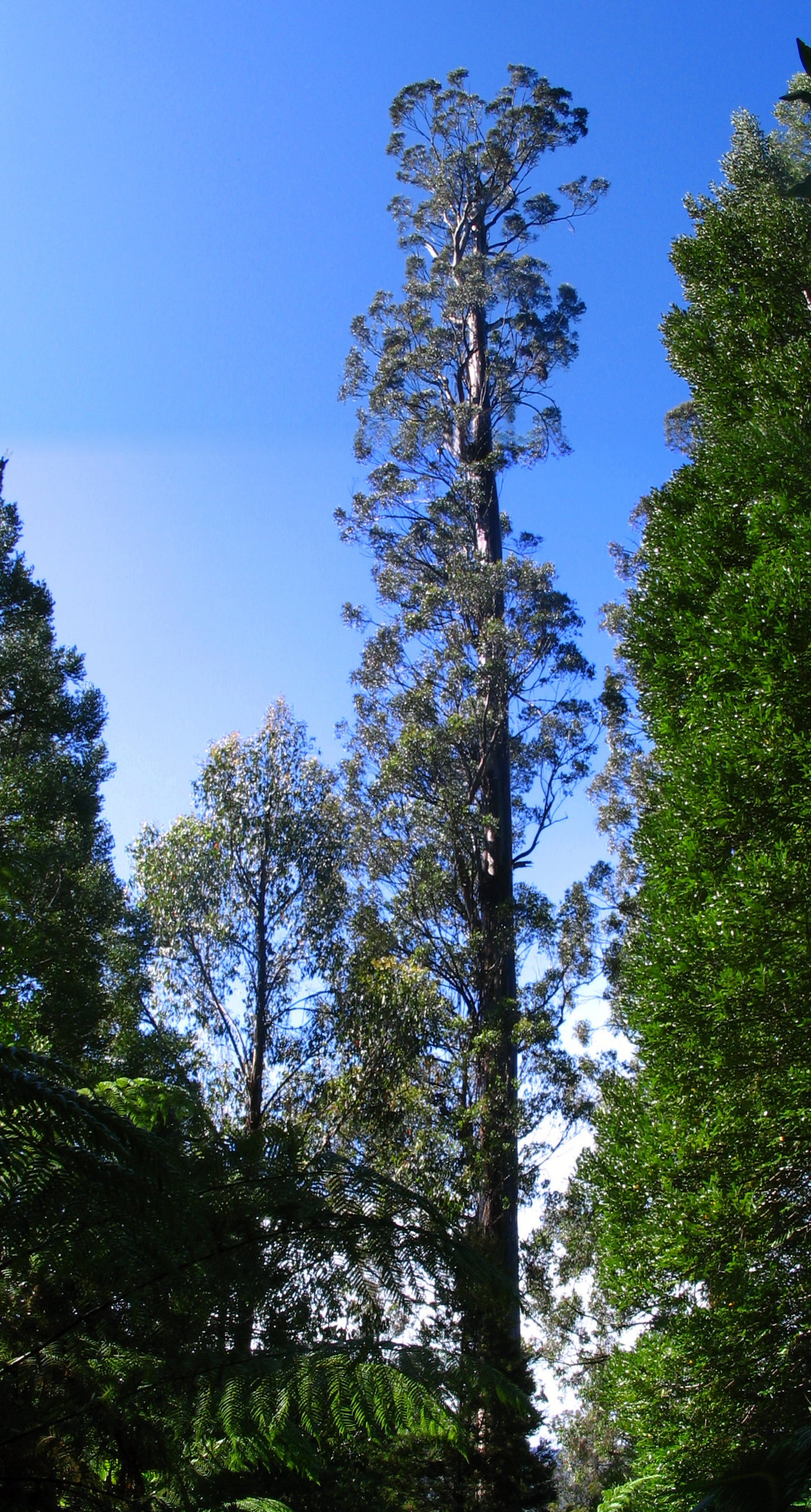
Найищий евкаліпт під прізвиськом Сотник